# Wahlbezirk Tirol 24
Der Wahlbezirk Tirol 24 war ein Wahlkreis für die Wahlen zum Abgeordnetenhaus im österreichischen Kronland Tirol. Der Wahlbezirk wurde 1907 mit der Einführung der Reichsratswahlordnung geschaffen und bestand bis zum Zusammenbruch der Habsburgermonarchie.

## Geschichte
Nachdem der Reichsrat im Herbst 1906 das allgemeine, gleiche, geheime und direkte Männerwahlrecht beschlossen hatte, wurde mit 26. Jänner 1907 die große Wahlrechtsreform durch Sanktionierung von Kaiser Franz Joseph I. gültig. Mit der neuen Reichsratswahlordnung schuf man insgesamt 516 Wahlbezirke, wobei mit Ausnahme Galiziens in jedem Wahlbezirk ein Abgeordneter im Zuge der Reichsratswahl gewählt wurde. Der Abgeordnete musst sich dabei im ersten Wahlgang oder in einer Stichwahl mit absoluter Mehrheit durchsetzen. Der Wahlkreis Tirol 24 umfasste die Gerichtsbezirke Condino, Tione, Val die Ledro, Riva und Arco, wobei die zum Wahlbezirk 7 gehörenden Städte Riva und Arco vom Wahlbezirk ausgenommen waren.
Aus der Reichsratswahl 1907 ging Baldassare Deluga von der Trentiner Volkspartei als Sieger hervor. Er erzielte 82 Prozent der Stimmen im ersten Wahlgang, dahinter folgte der Kandidat der Italienisch nationalen Partei mit 17 Prozent. Bei der Reichsratswahl 1911 konnte Deluga sein Mandat mit 83 Prozent im ersten Wahlgang erfolgreich verteidigen. Der Kandidat der Sozialdemokraten belegte mit 15 Prozent den zweiten Platz.

## Wahlen

### Reichsratswahl 1907
Die Reichsratswahl 1907 wurde am 14. Mai 1907 (erster Wahlgang) durchgeführt. Eine Stichwahl entfiel auf Grund der absoluten Mehrheit von Baldassare Delugan im ersten Wahlgang.
| Kandidat                                                                    | Partei                                  | Wahlkreis- stimmen | Stimmen- anteil |
| --------------------------------------------------------------------------- | --------------------------------------- | ------------------ | --------------- |
| Baldassare Delugan                                                          | Trentiner Volkspartei                   | 5280               | 81,5 %          |
| Antonio Stefanelli                                                          | Italienisch nationale Partei            | 1081               | 16,7 %          |
| L. Battisti                                                                 | Sozialdemokratische Partei des Trentino | 99                 | 1,5 %           |
| Sonstige                                                                    |                                         | 22                 | 0,3 %           |
| Wahlberechtigte: 9921, Ungültige/Leere Stimmen: 86, Wahlbeteiligung: 66,2 % |                                         |                    |                 |

### Reichsratswahl 1911
Die Reichsratswahl 1911 wurde am 13. Juni 1911 (erster Wahlgang) durchgeführt. Die Stichwahl entfiel auf Grund der absoluten Mehrheit von Baldassare Delugan im ersten Wahlgang.
| Kandidat                                                                      | Partei                                  | Wahlkreis- stimmen | Stimmen- anteil |
| ----------------------------------------------------------------------------- | --------------------------------------- | ------------------ | --------------- |
| Baldassare Delugan                                                            | Trentiner Volkspartei                   | 4267               | 82,9 %          |
| Karl Tappeiner                                                                | Sozialdemokratische Partei des Trentino | 766                | 14,9 %          |
| Antonio Stefanelli                                                            | Italienisch nationalliberale Partei     | 667                | 13,0 %          |
| Sonstige                                                                      |                                         | 31                 | 0,6 %           |
| Wahlberechtigte: 10.885, Ungültige/Leere Stimmen: 85, Wahlbeteiligung: 53,4 % |                                         |                    |                 |